# Campionati jugoslavi di sci alpino 1987
Ai Campionati jugoslavi di sci alpino 1987 furono assegnati i titoli di discesa libera, supergigante, slalom gigante, slalom speciale e combinata, sia maschili sia femminili.

## Risultati

### Uomini

#### Discesa libera
| Pos. | Atleta          | Nazione    |
| ---- | --------------- | ---------- |
| 1    | Urban Planinšek | Jugoslavia |
| 2    | Sašo Robič      | Jugoslavia |
| 3    | Robert Žan      | Jugoslavia |

#### Supergigante
| Pos. | Atleta       | Nazione    |
| ---- | ------------ | ---------- |
| 1    | Rok Petrovič | Jugoslavia |
| 2    | Tomaž Čižman | Jugoslavia |
| 3    | Robert Žan   | Jugoslavia |

#### Slalom gigante
| Pos. | Atleta         | Nazione    |
| ---- | -------------- | ---------- |
| 1    | Tomaž Čižman   | Jugoslavia |
| 2    | Robert Žan     | Jugoslavia |
| 3    | Klemen Bergant | Jugoslavia |

#### Slalom speciale
| Pos. | Atleta         | Nazione    |
| ---- | -------------- | ---------- |
| 1    | Klemen Bergant | Jugoslavia |
| 2    | Rok Petrovič   | Jugoslavia |
| 3    | Bojan Križaj   | Jugoslavia |

#### Combinata
| Pos. | Atleta      | Nazione    |
| ---- | ----------- | ---------- |
| 1    | Robert Žan  | Jugoslavia |
| 2    | Sašo Robič  | Jugoslavia |
| 3    | Matej Čuješ | Jugoslavia |

### Donne

#### Discesa libera
| Pos. | Atleta               | Nazione    |
| ---- | -------------------- | ---------- |
| 1    | Mateja Svet          | Jugoslavia |
| 2    | Andreja Potisk Ribič | Jugoslavia |
| 3    | Mojca Dežman         | Jugoslavia |

#### Supergigante
| Pos. | Atleta         | Nazione    |
| ---- | -------------- | ---------- |
| 1    | Mateja Svet    | Jugoslavia |
| 2    | Katjuša Pušnik | Jugoslavia |
| 3    | Mojca Dežman   | Jugoslavia |

#### Slalom gigante
| Pos. | Atleta       | Nazione    |
| ---- | ------------ | ---------- |
| 1    | Mateja Svet  | Jugoslavia |
| 2    | Mojca Dežman | Jugoslavia |
| 3    | Katja Lesjak | Jugoslavia |

#### Slalom speciale
| Pos. | Atleta            | Nazione    |
| ---- | ----------------- | ---------- |
| 1    | Mateja Svet       | Jugoslavia |
| 2    | Katja Lesjak      | Jugoslavia |
| 3    | Andreja Leskovšek | Jugoslavia |

#### Combinata
| Pos. | Atleta        | Nazione    |
| ---- | ------------- | ---------- |
| 1    | Mateja Svet   | Jugoslavia |
| 2    | Andreja Rojs  | Jugoslavia |
| 3    | Petra Plajbes | Jugoslavia |